# أوناي هيرنانديز
أوناي هيرنانديز لورينزو (مواليد 14 ديسمبر 2004) هو لاعب كرة قدم إسباني محترف يلعب كلاعب خط وسط مع نادي الاتحاد الدوري السعودي .

## وقت مبكر من الحياة
ولد في بادالونا، برشلونة، كاتالونيا،  بدأ هيرنانديز مسيرته الكروية في صفوف نادي جيرونا.

## أسلوب اللعب
وُصِف هيرنانديز بأنه "يتعامل بشكل جيد للغاية عند تحركه إلى الجهة اليسرى، تغيّرات سريعة جدًا ومتنوعة في الإيقاع.” 

## الحياة الشخصية
هيرنانديز هو الأخ الأكبر لأوناكس هيرنانديز.  وهو ابن جوزيب هيرنانديز وراكيل لورينزو. 

## إحصائيات المهنة

### النادي
آخر تحديث match played 30 May 2025
.
1. ↑  "Unai Hernández: La perla del Girona que captó el Barça". sport.es. مؤرشف من الأصل في 2024-07-14.
2. ↑  "¿Quién es Unai Hernández?". bolavip.com. مؤرشف من الأصل في 2025-01-27.
3. ↑  "Unai Hernández, el 'Gavi' del filial que se subió al último vagón del tren del Barça". relevo.com. مؤرشف من الأصل في 2024-07-20.
4. ↑  "La història dels germans Unai i Unax Hernández Lorenzo". esportiumaresme.cat. مؤرشف من الأصل في 2025-01-27.
5. ↑  أوناي هيرنانديز  على سكروي

## الأوسمة
الاتحاد
- الدوري السعودي للمحترفين : 2024–25 [1]
- كأس الملك : 2024–25 [2]

## روابط خارجية
- أوناي هيرنانديز على BDFutbol
- أوناي هيرنانديز على LaPreferente (بالإسبانية)

1. ↑  "Ittihad seals league title away from Jeddah once again". جريدة سعودي جازيت. 15 مايو 2025. مؤرشف من الأصل في 2025-05-17. اطلع عليه بتاريخ 2025-05-16.
2. ↑  "Al Ittihad end six-year wait to reclaim King's Cup crown". جريدة سعودي جازيت. 31 مايو 2025. اطلع عليه بتاريخ 2025-05-31.